# Elecciones seccionales de Ecuador de 1994
Las elecciones seccionales de Ecuador de 1994 se realizaron el 1 de mayo de 1994 para renovar los cargos de 54 consejeros provinciales y 607 concejales cantonales para el periodo 1994-1998. Se llevaron a cabo de forma simultánea a las elecciones legislativas del mismo año.